# 207 (liczba)
207 (dwieście siedem) – liczba naturalna następująca po 206 i poprzedzająca 208. Jest to nieparzysta liczba złożona.

## W matematyce
207 to:
- liczba Wedderburna-Etheringtona[1].
- liczba deficytowa, ponieważ właściwe dzielniki liczby 207 (dzielniki nieuwzględniające samej liczby) sumują się tylko do 105.

Istnieje dokładnie 207 różnych grafów zapałkowych z ośmioma krawędziami.